# シュレースヴィヒ＝ホルシュタイン音楽祭

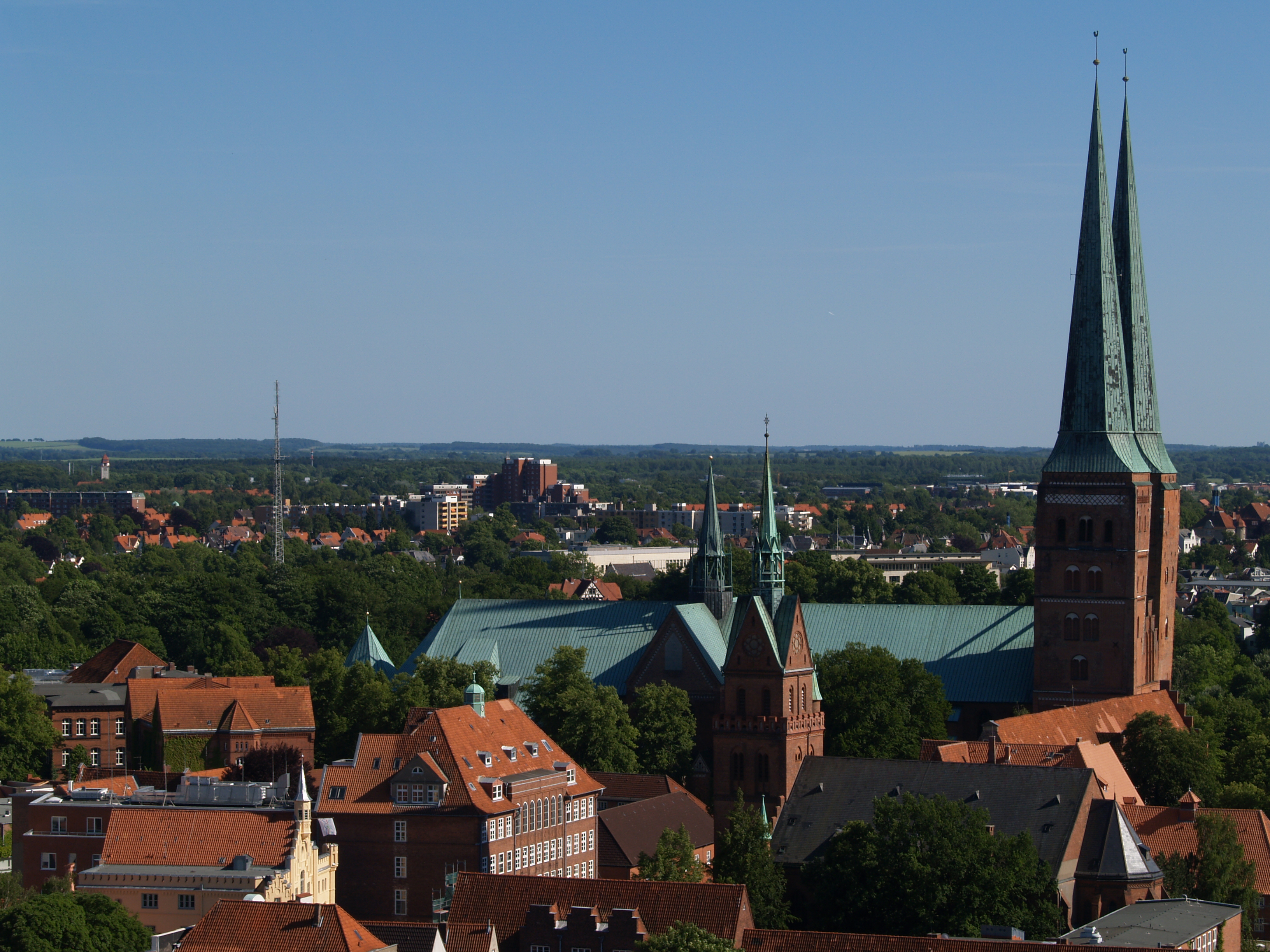
多くのコンサートが開かれるリューベック大聖堂

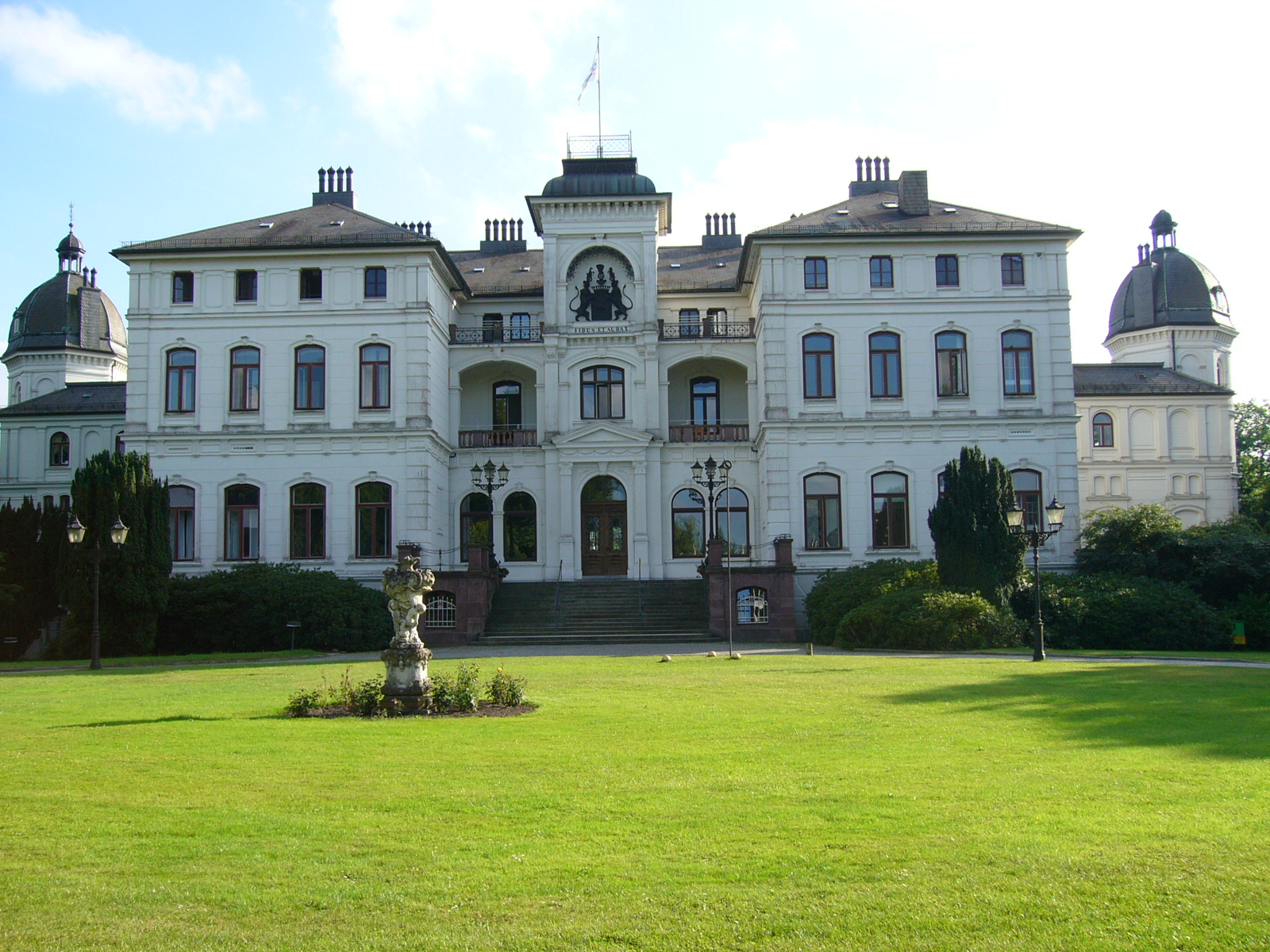
ザルツァウ城（シュレースヴィヒ＝ホルシュタイン文化センター）

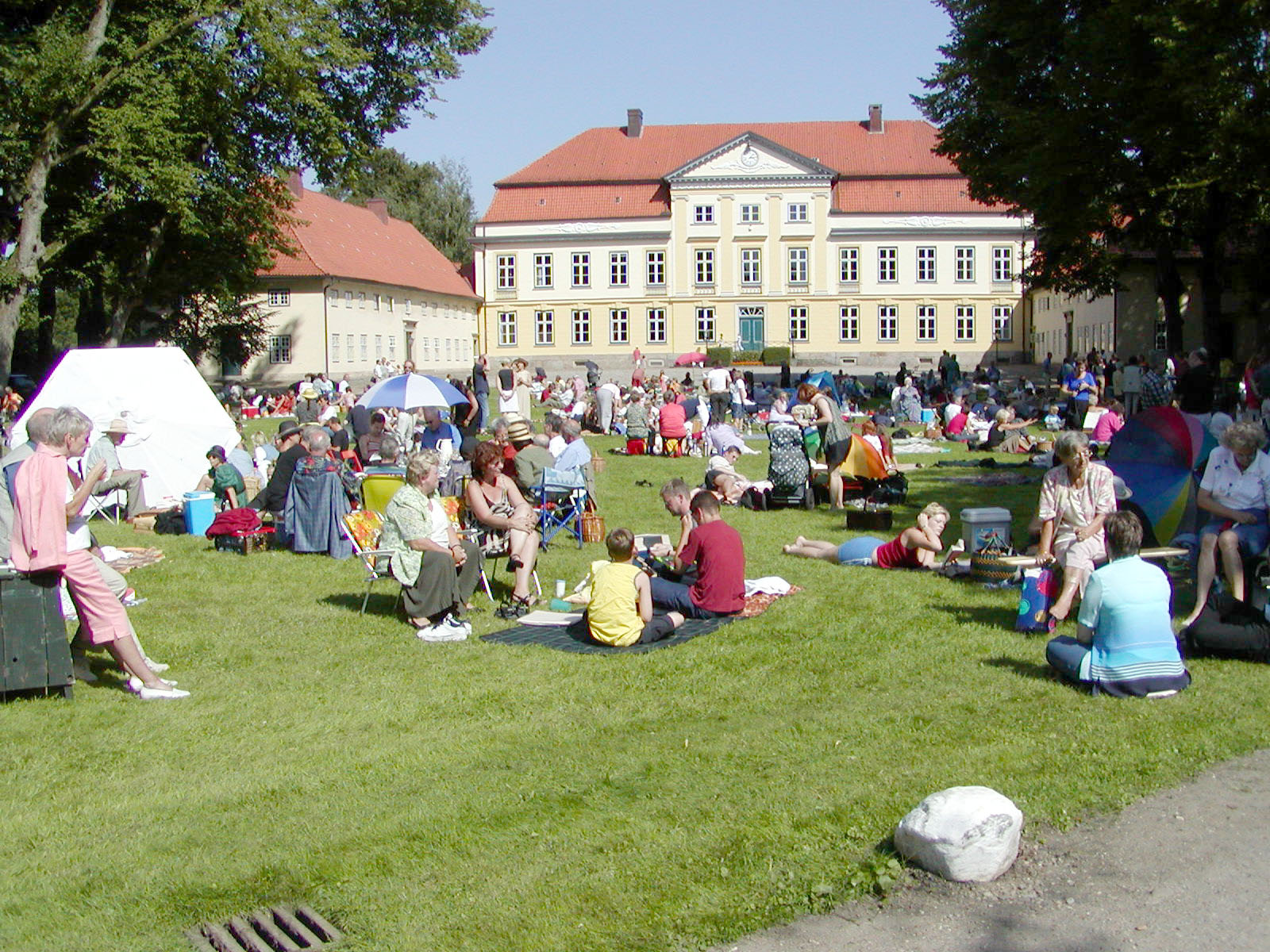
音楽祭でのピクニック（エムケンドルフ）

シュレースヴィヒ＝ホルシュタイン音楽祭（ドイツ語: Schleswig-Holstein Musik Festival）は、ドイツのシュレースヴィヒ＝ホルシュタイン州で毎年7月から8月にかけて開かれるクラシック音楽の音楽祭。

## 概要
1986年、ピアニストのユストゥス・フランツらによって創設された。ユストゥス・フランツは9年間音楽監督を務め、その後にはクリストフ・エッシェンバッハも音楽監督を務めたことがある。音楽祭はリューベック、キール、フレンスブルクなどの都市や周辺の農村などシュレースヴィヒ＝ホルシュタイン州の各地で行われる。演奏会場も納屋、教会、城、公園、造船所など多岐にわたる。1996年より毎年テーマが設定されるようになった。また1990年より優れた現代音楽作曲家に対して贈られるパウル・ヒンデミット賞が設けられた。
ジャズに関しては1991年から「ジャズ・バルティカ」という音楽祭が開かれていたが、2002年にシュレースヴィヒ＝ホルシュタイン音楽祭の一部になった。

## 教育機関
音楽祭にはオーケストラアカデミー、合唱アカデミー、マスタークラスの三大教育機関がある。
オーケストラアカデミーは1987年にレナード・バーンスタインによって創設され、世界中から100人近くの若い演奏家がオーディションで選ばれる。毎夏ザルツァウ州立文化センターを会場に国際的な指揮者が招かれる。常任指揮者はクリストフ・エッシェンバッハ。
合唱アカデミーは2002年に創設され、リューベックのトラフェミュンデ地区を会場としている。
マスタークラスはリューベック音楽大学を会場に、世界中の演奏家や歌手を講師にして開かれる。

## 音楽祭テーマ
- 第11回（1996年）：オーストリア
- 第12回（1997年）：ノルウェー
- 第13回（1998年）：イタリア
- 第14回（1999年）：フランス
- 第15回（2000年）：アメリカ合衆国
- 第16回（2001年）：フィンランド
- 第17回（2002年）：スペイン・ラテンアメリカ
- 第18回（2003年）：イギリス
- 第19回（2004年）：チェコ
- 第20回（2005年）：日本
- 第21回（2006年）：オランダ
- 第22回（2007年）：ハンガリー
- 第23回（2008年）：ロシア
- 第24回（2009年）：ドイツ
- 第25回（2010年）：ポーランド
- 第26回（2011年）：トルコ
- 第27回（2012年）：中国
- 第28回（2013年）：バルト三国